# Col·lectiu d'Escoles per l'Escola Pública Catalana
Col·lectiu d'Escoles per l'Escola Pública Catalana (abreujat CEPEPC) fou una organització creada el desembre de 1978, durant la transició espanyola, per unes vuitanta escoles catalanes creades com a cooperatives de pares o de mestres en la dècada de 1960. Des de la dècada del 1980 s'han integrat gradualment a la xarxa d'escoles públiques de Catalunya.

## Història
Durant la dècada de 1950 i 1960 es van constituir diverses escoles com a cooperatives de pares o de mestres amb l'objectiu de recuperar l'ús del català a l'escola i la tradició pedagògica d'escola activa d'abans de la guerra civil espanyola (popularitzant els mètodes de Maria Montessori i Célestin Freinet). Anomenades sovint escoles de resistència, des de 1966 es van aplegar al voltant de l'Associació de Mestres Rosa Sensat. Bona part d’aquelles escoles juntament amb altres que s'anaren creant, el 1967 van formar Coordinació Escolar(1967) amb l’objectiu de tractar temes pedagògics,col·laborar institucionalment en la renovació, treballar programes escolars i prendre posició davant dels grans temes relatius a l'educació i la política educativa.
A finals de franquisme, la X Escola d'Estiu de Rosa Sensat de 1975 va aprovar la declaració Per una nova escola pública, complementat l'any següent, amb el manifest Per una nova escola pública catalana”, que dissenyava com havia de ser en democràcia, l'escola pública del present i en perspectiva de futur. El 1976 aquelles cooperatives es van constituir com a Unió de Cooperatives d'Ensenyament de Catalunya. El 1977 van convocar una manifestació a la plaça de Catalunya de Barcelona, demanant la seva conversió en escola pública. Pel desembre de 1978 un grup de mestres, pares i alumnes es va constituir en Col·lectiu d'Escoles per l'Escola Pública Catalana aprovant uns estatuts on defensaven la gratuïtat de l'ensenyament, l'ús del català com a llengua vehicular en l'ensenyament, pluralisme pedagògic i gestió democràtica. D'aquesta manera el moviment esdevingué el nucli originari dels Moviments de Renovació Pedagògica de Catalunya, que es va estendre posteriorment arreu d'Espanya i que inspiraren, en part, la reforma del sistema educatiu del 1990.
El juny de 1979 demanaren al Departament d'Ensenyament la seva integració a la xarxa d'escoles públiques de la Generalitat de Catalunya, i el 2 de desembre del mateix any aplegaren 25.000 persones en un gran acte públic a Granollers, amb suport de col·lectius pedagògics del País Valencià i del País Basc i on hi actuaren Ovidi Montllor, Xesco Boix, Marina Rossell, Pere Tàpies, Celdoni Fonoll i Quintín Cabrera. Com que en gener de 1981 encara no hi havia resposta per part de les autoritats autonòmiques en juny de 1982 van promoure una concentració amb recollida de signatures al Parc de la Ciutadella de Barcelona, amb l'assistència de 6.000 persones. Poc després el PSC-PSOE va presentar al Parlament de Catalunya una proposició no de llei sobre la integració de les escoles del CEPEPC a la xarxa d'escoles que finalment esdevindria la Llei 14/1983 de 14 de juliol, reguladora del procés d'integració a la xarxa de centres docents públics de diverses escoles privades, que permetia que les escoles privades de Catalunya de reconeguda catalanització i renovació pedagògica que ho desitgessin poguessin demanar la seva integració a la xarxa d'escoles públiques. La primera en integrar-s'hi fou l'Ateneu de Sant Just Desvern.
Aquest procés es va dur a terme entre el 1983 i el 1988, encara que algunes preferiren mantenir-se com a cooperatives. El gener de 1984, 105 escoles demanarien la integració, de les quals 70 eren del CEPEPC, però només se n'integrarien 4. El 2 de febrer de 1985 es va convocar una manifestació de Les Rambles fins a la plaça Sant Jaume amb 70.000 assistents i el suport de més de 400 escoles, municipis i 24 comarques. L'agost de 1985 es va publicar al DOGC la llista definitiva de les escoles a integrar, de les que el 1986 se n'havien integrat 13 i 87 no havien obtingut resposta. El 19 de maig de 1986 es convocà un nou acte al Parc de la Ciutadella es va fer una i s'entregaren 500.000 signatures demanant al Parlament de Catalunya un Pla Extraordinari Urgent. Així l'abril de 1987 començaren les reunions entre la Comissió del Secretariat de la CEPEPC i el Departament d'Ensenyament, de manera que el setembre de 1988 s'hi havien integrat 71 escoles i 6 n'havien desistit.